# Beatriz Cortázar
Beatriz Cortázar Vidaur (Madrid, 9 de julio de 1963) es una periodista del corazón y escritora.

## Biografía
Hija de Jaime Cortázar Cano y María de las Mercedes Vidaur Otegui (f. el 23/06/2017).
Tras abandonar sus estudios de farmacia, se licenció en periodismo y tuvo sus primeras experiencias laborales en el Diario ABC, en la etapa en que estaba dirigido por Luis María Ansón.
Su rostro ha sido habitual en los programas de crónica social en televisión desde principios de la década de 1990. Comenzó sus colaboraciones en el programa De tú a tú, en Antena 3, junto a Nieves Herrero. Posteriormente trabajó en el espacio Pasa la vida, de La 1 de TVE, junto a María Teresa Campos.  Más adelante, fue fichada por Telecinco, cadena en la que durante más de 20 años ha trabajado en programas como Día a día (1996-2004), El programa de Ana Rosa (2006-2023), Viva la vida (2017-2018). Durante un tiempo regresó a La 1 al participar en el programa Amigas y conocidas y Lazos de sangre.
En radio ha colaborado con Cristina López Schlichting en La tarde con Cristina de COPE, y en el programa Las mañanas de Federico de esRadio, junto a Federico Jiménez Losantos.
También se encarga de la entrevista semanal en la revista Corazón TVE, además de otras colaboraciones. Además, ha mantenido un blog en el Diario ABC hasta 2018 y desde esa fecha en Libertad Digital. En 2021 vuelve al diario ABC.
En 2005 publicó el libro Un año de amor, sobre la relación entre Felipe de Borbón y Grecia y Letizia Ortiz.
Reside en Pozuelo de Alarcón. Es madre de dos hijos.
En junio de 2023 abandona Mediaset España y todos sus programas, tras fichar por Antena 3.

## Trayectoria en TV
| Año             | Título                  | Cadena     | Notas                  |
| --------------- | ----------------------- | ---------- | ---------------------- |
| 1991 - 1996     | Pasa la vida            | La 1       | Colaboradora           |
| 1996 - 2004     | Día a día               | Telecinco  | Colaboradora           |
| 2000            | Bravo por la tarde      | Canal Sur  | Colaboradora           |
| 2002 - 2004     | Con T de tarde          | Telemadrid | Colaboradora           |
| 2004            | A la carta              | Antena 3   | Colaboradora           |
| 2004            | Mirando al mar          | Antena 3   | Colaboradora           |
| 2004            | Salsa rosa              | Telecinco  | Colaboradora           |
| 2004 - 2005     | Cada día                | Antena 3   | Colaboradora           |
| 2004 - 2006     | ¿Dónde estás, corazón?  | Antena 3   | Colaboradora ocasional |
| 2006            | Lo que inTeresa         | Antena 3   | Colaboradora           |
| 2007            | Hormigas blancas        | Telecinco  | Colaboradora           |
| 2007 - 2023     | El programa de Ana Rosa | Telecinco  | Colaboradora           |
| 2009 - 2011     | La noria                | Telecinco  | Colaboradora           |
| 2011 - 2013     | Materia reservada       | Telecinco  | Colaboradora           |
| 2013 - 2014     | Abre los ojos... y mira | Telecinco  | Colaboradora           |
| 2015            | Un tiempo nuevo         | Telecinco  | Colaboradora           |
| 2015 - 2017     | Amigas y conocidas      | La 1       | Colaboradora           |
| 2017 - 2019     | Viva la vida            | Telecinco  | Colaboradora           |
| 2018            | Lazos de sangre         | La 1       | Colabora ocasional     |
| 2019            | Sábado Deluxe           | Telecinco  | Colaboradora ocasional |
| 2019 - 2020     | Huellas de elefante     | Telemadrid | Colaboradora           |
| 2021 - 2022     | Ya son las ocho         | Telecinco  | Colaboradora           |
| 2022            | Ya es verano            | Telecinco  | Colaboradora           |
| 2022 - 2023     | ¡Fiesta!                | Telecinco  | Colaboradora           |
| 2023 - presente | YAS Verano              | Antena 3   | Colaboradora           |
| 2023 - presente | Y ahora Sonsoles        | Antena 3   | Colaboradora           |